# Toi (chanson)
Pour les articles homonymes, voir Toi.
Chansons représentant le Luxembourg au Concours Eurovision de la chanson
Bye Bye I Love You
(1974) Chansons pour ceux qui s'aiment
(1976)
Toi est une chanson écrite par Phil Coulter, Bill Martin et Pierre Cour et interprétée par la chanteuse irlandaise Géraldine, sortie en 45 tours en 1975. 
C'est la chanson représentant le Luxembourg au Concours Eurovision de la chanson 1975.
Géraldine a également enregistré la chanson en anglais sous le titre You.

## À l'Eurovision

### Sélection
La chanson Toi, interprétée par Géraldine, est sélectionnée en interne pour représenter le Luxembourg au Concours Eurovision de la chanson 1975 le 22 mars à Stockholm, en Suède.

### À Stockholm
La chanson est intégralement interprétée en français, l'une des langues officielles du Luxembourg, le choix de langue étant toutefois libre entre 1973 et 1976. L'orchestre est dirigé par le Britannique Phil Coulter.
Toi est la cinquième chanson interprétée lors de la soirée du concours, suivant Ein Lied kann eine Brücke sein de Joy Fleming pour l'Allemagne et précédant Touch My Life (with Summer) (en) de Ellen Nikolaysen pour la Norvège.
À l'issue du vote, elle obtient 84 points, se classant 5e sur 19 chansons,.

## Liste des titres
| A. | Toi              | Bill Martin, Phil Coulter, Pierre Cour | 2:57 |
| B. | C'est mon secret | Bill Martin, Phil Coulter, Pierre Cour | 2:56 |

## Classements

### Classements hebdomadaires
| Classement (1975) | Meilleure position |
| ----------------- | ------------------ |
| France (IFOP)     | 74                 |

## Historique de sortie
| Pays        | Titre | Date            | Format   | Label        |
| ----------- | ----- | --------------- | -------- | ------------ |
| Belgique,   | Toi   | 1975            | 45 tours | EMI          |
| Espagne     | Toi   | 1975            | 45 tours | EMI          |
| France      | Toi   | 1975            | 45 tours | EMI          |
| Pays-Bas    | Toi   | 1975            | 45 tours | EMI          |
| Yougoslavie | Toi   | 1975            | 45 tours | EMI, Jugoton |
| Allemagne   | You   | 1975            | 45 tours | EMI          |
| Finlande    | You   | 1975            | 45 tours | EMI          |
| Portugal    | You   | 1975            | 45 tours | EMI          |
| Royaume-Uni | You   | 28 février 1975 | 45 tours | EMI          |